# Alexander Givental

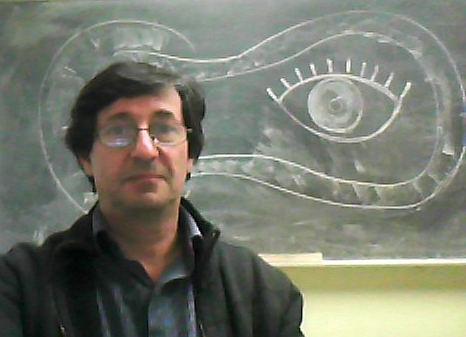
Alexander Givental

Alexander B. Givental (* russisch Александр Борисович Гивенталь; 27. April 1958) ist ein russischstämmiger US-amerikanischer Mathematiker, der sich mit symplektischer Topologie, Singularitätentheorie und algebraischer Geometrie mit Wechselwirkungen zur Stringtheorie beschäftigt.
Givental ist ein Schüler von Wladimir Arnold, bei dem er 1987 an der Lomonossow-Universität promovierte (Singularities of Solutions of Hamilton-Jacobi Equations in Variational Problems with Inequality Constraints). Er ist seit etwa Mitte der 1990er Jahre Professor an der Universität Berkeley. Von 1993 bis 1995 war er Sloan Research Fellow.
Nachdem Stringtheoretiker 1991 rationale Kurven auf Calabi-Yau-Mannigfaltigkeiten, speziell auf dreidimensionalen algebraischen Varietäten (Quintiken, Lösungen von Polynomen 5. Grades), mit Hilfe einer Spiegelsymmetrie zu anderen Calabi-Yau-Mannigfaltigkeiten abzählen konnten, war Givental einer der Mathematiker, der dafür eine mathematische strenge Begründung an speziellen Calabi-Yau-Mannigfaltigkeiten fand. Givental verwendete dabei die Floerhomologie und Äquivariante Quantenkohomologie.
1994 war er Invited Speaker auf dem ICM (Homological geometry and mirror symmetry).
Er gab das in Russland seit 1892 verbreitete Geometrielehrbuch von Andrei Petrowitsch Kisseljow in englischer Übersetzung heraus.